# Вероника восточнокавказская
Веро́ника восточнокавка́зская (лат. Veronica albanica) — однолетнее травянистое растение, вид рода Вероника (Veronica) семейства Подорожниковые (Plantaginaceae).

## Распространение и экология
Ареал вида охватывает Восточное Закавказье (Апшеронский полуостров). Эндемик. Описан с холмов у Каспийского моря.
Произрастает на мергелистых холмах, на сухих склонах, на высоте 140—300 м над уровнем моря.

## Ботаническое описание
Стебли прямостоячие, высотой 5—8 см,  в верхней части ветвистые, редко простые, опушённые.
Нижние листья яйцевидные, остальные продолговатые, все пильчатые, на коротких черешках, коротко волосистые или голые. Прицветники продолговатые, нижние меньше цветоножек, верхние почти вдвое их превышающие.
Цветки большей частью в малоцветковых кистях; плодоножки прямые, густо и коротко волосистые, с железками несколько длиннее коробочки и прицветников. Чашечка длиной 7—8 мм, с продолговато-ланцетными, островатыми, жестко волосистыми, чаще железистыми долями, в полтора-два раза длиннее коробочки, на одну треть длиннее венчика.
Коробочка двулопастная, волосистая, часто сильно железистая, округлая, длиной и шириной около 5 мм, с прямостоячими лопастями, с заметными жилками, с узкой, остроугольной выемкой, часто едва заметной. Семена длиной около 1,5 мм, овальные, вогнутые, почти голые, гладкие.

## Таксономия
Вид Вероника восточнокавказская входит в род Вероника (Veronica) семейства Подорожниковые (Plantaginaceae) порядка Ясноткоцветные (Lamiales).
|  |                                      |  |                                                             |                                                             |                          |  | ещё 21 семейство (согласно Системе APG II) | ещё 21 семейство (согласно Системе APG II) |                                 |  |  |  | ещё от 300 до 500 видов |
|  |                                      |  |                                                             |                                                             |                          |  | ещё 21 семейство (согласно Системе APG II) | ещё 21 семейство (согласно Системе APG II) |                                 |  |  |  | ещё от 300 до 500 видов |
|  |                                      |  |                                                             | порядок Ясноткоцветные                                      |                          |  |                                            |                                            | род Вероника                    |  |  |  |                         |
|  |                                      |  |                                                             | порядок Ясноткоцветные                                      |                          |  |                                            |                                            | род Вероника                    |  |  |  |                         |
|  | отдел Цветковые, или Покрытосеменные |  |                                                             |                                                             | семейство Подорожниковые |  |                                            |                                            | вид Вероника восточнокавказская |  |  |  |                         |
|  | отдел Цветковые, или Покрытосеменные |  |                                                             |                                                             | семейство Подорожниковые |  |                                            |                                            |                                 |  |  |  |                         |
|  |                                      |  | ещё 44 порядка цветковых растений (согласно Системе APG II) | ещё 44 порядка цветковых растений (согласно Системе APG II) |                          |  |                                            | ещё 90 родов                               | ещё 90 родов                    |  |  |  |                         |
|  |                                      |  |                                                             | ещё 44 порядка цветковых растений (согласно Системе APG II) |                          |  |                                            |                                            | ещё 90 родов                    |  |  |  |                         |